# Joropo oriental
El joropo oriental es una manifestación artístico-musical que se interpreta y baila en la región oriental de Venezuela, conformada por los estados Sucre, Nueva Esparta y el norte de Anzoátegui y Monagas. La formación musical es flexible, abarcando desde un trío hasta un octeto. La pieza central de la agrupación es un instrumento melódico y guía, elegido entre el tradicional bandolín (mandolina), la bandola oriental de cuatro cuerdas dobles de nailon o la cuereta (acordeón rústico de botones). En ocasiones, se añaden el violín y la armónica para enriquecer el sonido característico.Se realiza en las fiestas patronales y otras festividades colectivas.
El joropo oriental, tiene sus raíces en las tradiciones musicales introducidas por los colonizadores españoles. A través de un proceso de sincretismo cultural, que fusionó elementos ibéricos, africanos e indígenas, esta danza evolucionó hasta convertirse en una de las manifestaciones más representativas del folclore venezolano. Con sus grandes bailes y elaboradas coreografías, el joropo oriental es una celebración de la identidad venezolana que se ha transmitido de generación en generación y ha sido un elemento fundamental en la vida de las comunidades locales, sirviendo como vehículo de expresión, identidad y cohesión social. El joropo oriental, al igual que la mejorana, el punto guajiro y el galerón del oriente venezolano, también forma parte del denominado «Complejo del punto», una clasificación inicialmente realizada por el musicólogo y etnólogo cubano Argeliers León (1918-1991), desarrollada posteriormente por las musicólogas Victoria Eli Rodríguez y Zoila Elizabeth Gómez García en su obra «Música latinoamericana y caribeña» (1995). Este complejo es característico de la cuenca del mar Caribe, donde se evidencia con mayor claridad la presencia y persistencia del cancionero hispánico. 

## Origen
El joropo nace en Sucre, asevera el músico e investigador cumanés Simón Decena, región que bautizó Colón como «Tierra de Gracia» en su primer paraje en tierra firme. Según el investigador, los primeros colonizadores españoles que llegaron a las costas venezolanas introdujeron la práctica musical de la vihuela y la guitarra renacentista. Estas piezas musicales, interpretadas con la técnica del golpe o charrasqueado, generaban un ambiente festivo y desenfadado, propiciando danzas populares que, por su naturaleza física y cercana, contravenían las normas de conducta impuestas por la Iglesia Católica.
La emigración andaluza a América constituye un claro exponente de la significativa participación de esta región en los procesos de descubrimiento, conquista y colonización del Nuevo Mundo. La toponimia emerge como un valioso indicador para evaluar la profunda huella que los lugares de origen andaluces dejaron en el imaginario colectivo de las tierras americanas. Para el año de 1528 el rey Carlos V acredita a Nueva Cádiz como «ciudad». Sin embargo, el rápido agotamiento de los ostrales desata la agonía del poblado. Sus habitantes emigran hacia otros litorales o a tierra firme. Finalmente, en el año 1545 la isla queda totalmente abandonada y su ciudadela se convierte en un paisaje de ruinas, mismas que aún sobreviven como testimonios arqueológicos.
Situaciones muy distintas circundan a Nueva Córdoba, actualmente conocida como Cumaná. En este caso, los frailes franciscanos edifican un primer caserío, pero ante la fiereza de los cumanagotos este asentamiento es trasladado en varias ocasiones. Al cabo de unos años, el conquistador Diego Fernández de Serpa (1510-1570) logra someter a los aborígenes y refunda el poblado en 1569 canjeándole el nombre por el de Cumaná. Otro caso de poblamiento en el siglo XVI ocurre en el territorio insular de Margarita, el cual es regentado desde 1528 por «una especie de feudo privado con derechos adquiridos por merced». La ínsula empieza a ser gobernada por Isabel Manrique de Villalobos, luego por su hija Aldonza Villalobos Manrique (1520-1575) y después, por un nieto de ésta. Bajo la tutela de esta estirpe familiar surge en 1562 la única ciudad importante y capital de la isla: La Asunción.

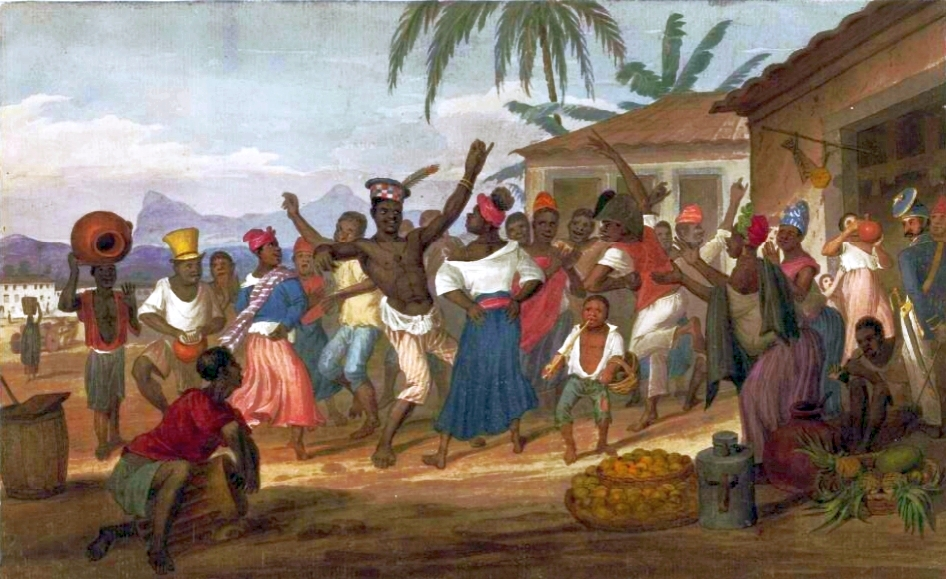
Negro fandango scene.

Según el musicólogo y violonchelista Alberto Calzavara (1944-1988) en su obra «La historia de la Música en Venezuela» (1987), los primeros instrumentos de cuerda pulsada como la bandola y la bandurría hicieron su aparición en las costas venezolanas de Cumaná y Cubagua alrededor de 1560. Esta región, centro neurálgico de la economía colonial debido a la explotación perlífera, gozaba de cierta autonomía dentro del territorio venezolano. La llegada de estos instrumentos coincidió con la introducción de bailes populares españoles, como el fandango, que evolucionaría en el territorio para dar origen al joropo oriental. A través de un proceso de sincretismo cultural, las comunidades afrodescendientes y campesinas resignificaron este baile, fusionando elementos del fandango con influencias africanas. Los giros del vals fueron incorporados, adaptándose a un ritmo más enérgico y a una técnica de agarre de manos característica. Posteriormente con el auge de la explotación de café y cacao, llegan los italianos al Golfo de Cariaco e introducen el acordeón o cuereta, que sustituye a la bandola en esa región. Con la ejecución de la tarantela italiana, pieza alegre en 6/8, producen alteraciones en el golpe existente, convirtiéndolo en un joropo más vertiginoso donde el canto busca seguir los fraseos del acordeón a través de una pronunciación rápida.
La documentación histórica existente sitúa la primera mención conocida del joropo en la Colonia el 10 de abril de 1749. No obstante, es altamente probable que las características distintivas del género se hayan desarrollado con anterioridad a esta fecha. En el marco de su mandato como gobernador y Capitán General de Venezuela (1747-1749), Luis Francisco de Castellanos, Mariscal de Campo, preocupado por la reputación de ciertas prácticas populares, dispuso lo siguiente:

«En algunas villas y lugares desta Capitanía general de Venezuela se acostumbra un bayle que denominan Xoropo escobillado, que por sus extremosos movimientos, desplantes, taconeos y otras suciedades que lo infaman, ha sido mal visto por algunas personas de seso…»

De conformidad con la ordenanza, la práctica pública del baile se sancionaba con una pena de prisión de dos años. Asimismo, se establecía una pena de dos meses de cárcel para aquellos que asistieran a eventos de esta naturaleza. No obstante, la prohibición fue revocada por el monarca Fernando VI (1713-1759), quien solicitó la presencia de un par de bailadores de joropo en la Corte española. La ejecución del baile ante la corte real causó tal impresión en el monarca que este procedió a ordenar a Castellanos la derogación de la prohibición:

«… no lo prohíba, por cuanto está lleno de inocencia campesina. Así como el jarabe gatuno y el bullicuzcuz de la Veracruz, que también han venido en consulta de nuestros reinos de Méjico, y con los cuales tiene mucha semejanza…»

El médico y lingüista venezolano Lisandro Alvarado (1858-1929), empleó este suceso histórico para establecer un hito fundamental en la evolución del joropo, situando su plena consolidación como expresión cultural venezolana en el año 1749. En otras palabras, para esa época, tanto en Venezuela como en España existía una clara distinción entre el fandango español y el joropo. Esta diferenciación llevó al surgimiento en Venezuela de un término específico para distinguir este baile de su principal referente hispánico.
No obstante, a lo largo de los siglos XVIII y XIX, el término fandango adquirió un carácter polivalente en nuestro contexto, siendo utilizado de manera genérica para designar tanto la danza y la música correspondientes, como la festividad o reunión social en sí. De este modo, los términos fandango, sarao y joropo fueron utilizados de manera indistinta y con múltiples significados durante un largo periodo.

## Características
La forma musical del joropo oriental puede consistir en una secuencia rítmico-armónica particular, repetitiva y cíclica, llamada golpe. También puede adoptar la forma de dos partes: una sección de apertura con melodías fijas (o un golpe tradicional) repetidas dos o más veces, seguida de una sección de estribillo más abierta e improvisada. El instrumento melódico principal suele ser la bandola oriental o el bandolín, pero también puede ser un acordeón de botones, un violín o una armónica. La bandola oriental se diferencia de la bandola llanera en sus cuatro pares de cuerdas, que combinan metal y nailon, a diferencia de las cuatro cuerdas simples de nailon de la bandola llanera. Además, sus melodías más lineales se diferencian de la frecuente alternancia de cuerdas de la bandola llanera. El cuatro, considerado el instrumento nacional de Venezuela, proporciona el marco rítmico y armónico de la música. Estilo de ejecución del joropo oriental, sin embargo, se distingue por su generoso uso de la textura de rasgueo del ritmo, en la que la mano derecha se abre mientras los dedos acarician las cuerdas, creando más un sonido sostenido de rodillo de dedos que un golpe nítido. El estilo de tocar la maraca en oriente difiere del de los llanos, con diferentes patrones de mano que producen un sonido rítmico más lírico. El canto es de solistas y solo se usa el contrapunto o la controversia en la segunda parte del joropo, es decir, en el estribillo.

## Tipos
Los orientales distinguen dos tipos de joropos que ambos clasificamos musicalmente como golpes. Pero por un lado existen composiciones únicas con letra determinada que por lo general se le llama joropo, y por otro tales que se comportan de manera genérica (Golpe de arpa, Sabana blanca, Media diana, Corrío). Algunos joropos pueden ser combinados con la forma de estribillo. El «golpe o joropo con estribillo» es difundido específicamente en los campos y playas sucrenses. Se compone de dos partes: el  joropo, con un tema propio en un compás de 3/4 o 6/8, y el estribillo, que siempre se realiza en 6/8. En el estribillo, en tonalidad menor o mayor según la pieza que le antecede, el instrumento melódico desarrolla una improvisación virtuosa sobre un patrón armónico fijo de S-T-D-T por menor sobre la secuencia s-t-D-t. Algunas veces, dependiendo de las facultades y el ánimo de los músicos, el estribillo termina en un «estribillo cotorreao». En esa parte la letra en el canto se multiplica al doble y opera con versos tramados efectuando juegos de trabalengua.
El escritor y folclorista venezolano Luis Felipe Ramón y Rivera ofrece la siguiente descripción del estribillo dentro del contexto de la música folclórica venezolana:

«Una curiosa música es la que en el estado Sucre se conoce con el nombre de Estribillo. En ella, como en otras formas musicales folklóricas, sobre una base melódica, ejecutada aquí por el acordeón, el canto va entrelazando libremente su melodía. Lo raro de esta especie musical consiste en dos cosas principalmente: en que el compás que lleva el acordeón es un 6x8 vertiginoso, que recuerda un poco a la Tarantela italiana y también el Zapateado español; y por otra parte, al uso del acordeón como instrumento acompañante, hecho insólito en nuestro folklore musical.
Se ve en este caso nuevamente una mezcla singular, pues a la base melódica del acordeón se le suman el Cuatro y las Maracas, además de la voz solista que canta con entera libertad de su acompañamiento. Este canto se estructura de un modo que recuerda mucho el canto del Galerón.
Los orientales juntan a veces un tema melódico o dos, como en el Golpe, con un trozo final en 6x8, que viene siendo el Estribillo. Llaman entonces a esta mezcla. Golpe y Estribillo. Se recogen hoy día diferentes melodías de este tipo en toda la zona costeña de Anzoátegui y Sucre, así como también en el interior del estado Monagas.»

### El corrío margariteño
Es una de las variaciones del joropo que se da en gran parte del oriente del país, donde se expresa una suma de vivencias populares. El corrío es una composición con cierta extensión que se caracteriza por tener rima y sonoridad. Los temas que se interpretan son comúnmente relatos de personajes, hechos y vivencias del lugar. Esta modalidad musical es una de las más antiguas y originarias de la cultura en la región oriental.

### Sábana blanca
Su característica es que se canta la copla en una tonalidad más alta y se repite a la inversa. Este tipo de joropo se ha extendido por toda la región suroriental del país. En algunas regiones del estado Nueva Esparta la sábana blanca es conocida como Pedro Catino debido al nombre del cantante que popularizó este estilo musical.

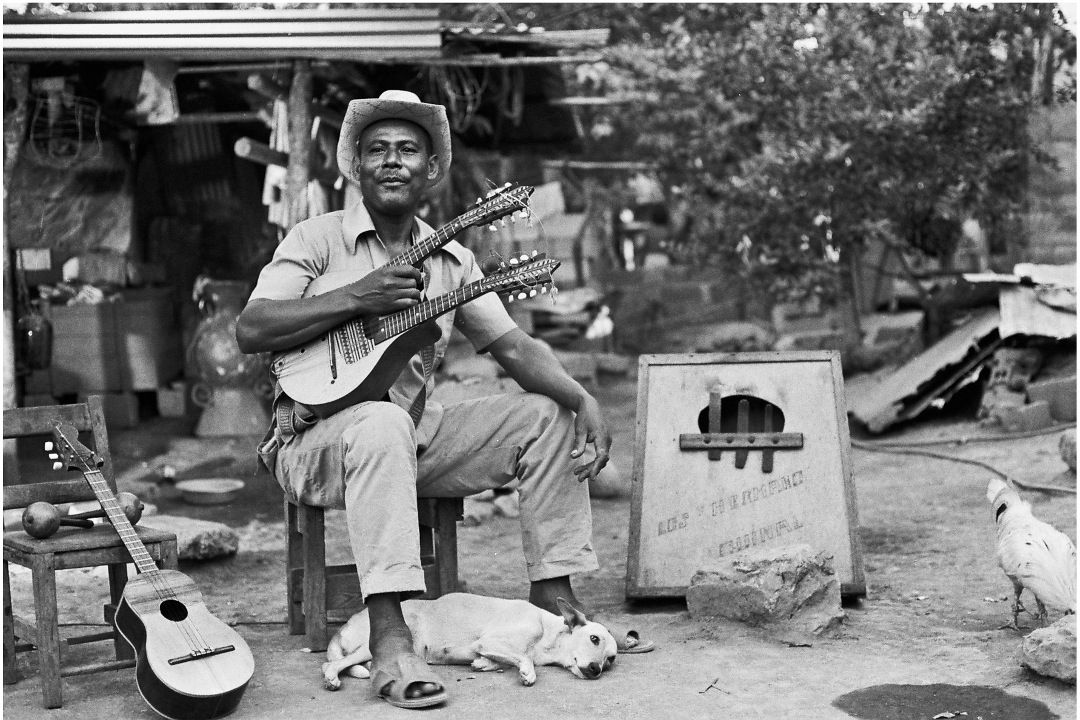
Cruz Quinal «El Rey del mandolín morocho» (1934-1987).

## Instrumentos
- Bandola oriental:[21] de ocho cuerdas, tiene iguales características que la central, pero no usa cuerdas de metal, sino de nailon, con ella se interpretan polos, galerones, jotas, puntos y golpes y estribillos.
- Bandolín o mandolín:[21] es un instrumento soprano de la familia del laúd, más pequeño y con cuatro órdenes dobles. Está diseminado en todo el país, desarrollando en cada región técnicas adaptadas a las formas musicales tradicionales. Su afinación es idéntica a la del violín y se le considera un instrumento popular napolitano que conquistó en Italia el mundo académico, de la ópera y del concierto sinfónico. En Venezuela, como instrumento folklorizado, ha dado grandes virtuosos y desarrollado técnicas que hoy día, al lado de Brasil, se sitúa entre los países latinoamericanos con una escuela bandolinística importante.
- La cuereta (acordeón de teclas y botones):[21] es un nombre que se usa en la región oriental de Venezuela para referirse a un tipo de acordeón de botones. Se caracteriza por ser más pequeño que un acordeón normal y tener un teclado doble de botones.
- Cuatro:[21] posee cuatro órdenes de cuerdas. Se caracteriza por su pequeño tamaño, su sonido melódico y su versatilidad para interpretar una amplia variedad de géneros musicales.
- Maracas:[21] muy popular en todas las variantes del joropo. Se trata de un sonajero hecho de una calabaza seca o de otro material similar, con un mango y relleno de semillas. Al agitarlas, las semillas producen un sonido seco y rítmico que acompaña muchas canciones y bailes.
- Tambora oriental:[21] es un instrumento de percusión muy importante en la música del oriente venezolano. Tiene forma cilíndrica, está hecha de madera y lleva una membrana de cuero en la parte superior que se golpea con baquetas. Su sonido profundo y resonante marca el ritmo de la música y le da un toque muy característico.
- Marímbola: es un instrumento musical de percusión que se parece mucho a una marimba más pequeña. Está compuesta por una serie de láminas de madera de diferentes tamaños, que al ser golpeadas con unas baquetas producen sonidos musicales.
- Violín:[21] instrumento musical de cuerda que se toca con un arco. Tiene cuatro cuerdas y un sonido muy agudo y melódico. Es uno de los instrumentos más populares y versátiles de la familia de las cuerdas frotadas.

## Baile
El joropo oriental es una baile o celebración que puede prolongarse por varios días, dependiendo de la duración de la fiesta que acompaña. Con sus grandes bailes y elaboradas coreografías, es una de las expresiones más destacadas del folclore venezolano, imposible de ignorar. El baile se celebra generalmente en los patios de las casas o también en las calles en frente de una enramada. Hasta los años 1960 se bailaba aún en tierra y aproximadamente cada tres piezas había que humedecerla para aplacar el polvo. El baile se caracteriza por interpretarse por una cuadrilla de 4 o 5 parejas enlazadas, donde la mujer sostiene al hombre usando las dos manos, los bailadores se guían por la melodía, forman figuras sin alzar los pies y giran casi de manera constante. Espontáneamente se forma una rueda entre las parejas, la cual tiende a perderse durante el estribillo, sin embargo ocasionalmente también se mantiene. En la temática central que define la historia del joropo, el hombre es quien toma la iniciativa y decide que figuras va a realizar, mientras que la mujer observa los movimientos y los sigue hábilmente.

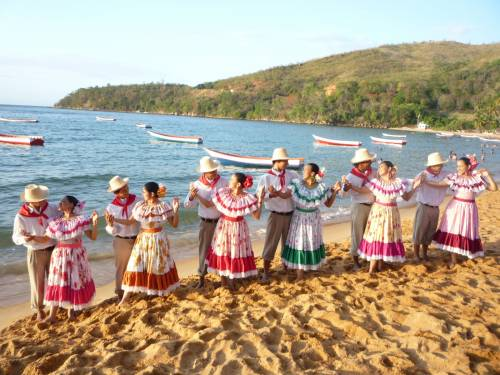
Joropo oriental: parejas de baile en la costa oriental.

En la región nororiental se baila, preferentemente, el golpe y estribillo. Aunque el primero es a tres tiempos y su inevitable complemento, el estribillo, se ejecuta en 6x8, las parejas, tomadas de la mano, bailan siempre en 6x8, marcando con los pies una especie de escobillao continuo, con piernas firmes y cuerpo erguido. En el golpe este escobillao es más reposado, pues invita a realizar un paseo por el salón de baile; en el estribillo en cambio se trama el baile y el escobillao adquiere más vigor, combinado con medias vueltas y vueltas enteras, hacia la derecha y la izquierda, de acuerdo con la destreza de los bailadores. Los movimientos de estos bailarines son tan fluidos y aéreos que crean la ilusión de estar suspendidos en el aire.
El joropo oriental se destaca como el baile más elegante del país, incluso con una limitada variedad de figuras. Ello es debido, quizás, a su discurrir danzario de gran serenidad, que contrasta con lo recio de su estribillo, interpretado con bandolín, cuatro, maracas, tambora y marímbola.
La guacharaca es otra variante característica de la región oriental de Venezuela, específicamente en los estados Sucre, Anzoátegui y Monagas. Esta forma musical se estructura en torno a dos períodos armónicos: uno con la tradicional cadencia andaluza y otro que culmina con la característica revuelta del San Rafael llanero. La guacharaca ha generado un baile que se distingue por su refinada coreografía, donde la gracia y el galanteo son elementos fundamentales. Las parejas bailan sueltas; La mujer, con una coquetería sutil, se desplaza grácilmente por el escenario, mientras el hombre la sigue con determinación y gallardía, manteniendo siempre una actitud respetuosa. Es un juego de enfrentamiento amoroso, hasta que en el cotorreo, cuando se tranca el joropo, se toman de las manos para que el varón inicie el zapateo sin que la mujer pierda su postura de presa grácil dispuesta al galanteo y la conquista.

## Vestimenta
La vestimenta utilizada busca representar los trajes tradicionales que portaban los campesinos venezolanos, tanto en celebraciones formales como en fiestas más populares donde el atuendo era el mismo que utilizaban en sus labores diarias y es un aspecto crucial para el correcto desempeño del joropo oriental. Es evidente que este baile pierde toda su elegancia y tradición cuando se baila con jeans.
Las mujeres deben usar vestidos completos, cuya falda esté armada por pisos dando mucho vuelo y faralaos a la parte inferior. También es común que se usen faldas anchas hechas de igual manera con varias capas, confeccionadas con telas de vivos colores o estampados de flores y paisajes. Tanto las faldas como los vestidos deben llegar a media pierna o hasta los tobillos. Si se opta por una falda, se recomienda combinarla con una blusa blanca de escote bandeja, manga corta y puños con arandelas. En los pies se llevan alpargatas con suela de cuero de res y hechas de hilo. Estas en un principio eran siempre de color negro, pero hoy en día es común ver alpargatas de colores que combinen con el atuendo o incluso con diseños estampados. Para terminar se usa un tocado o peineta que tiene flores de cayena, para adornar el moño que se usa en el cabello.
Los hombres bailan con pantalones remangados hasta la mitad de la pierna de color blanco o caqui, camisa blanca de mangas tres cuartos o franela fresca (unicolor o con rayas), un característico sombrero de cogollo oriental y un cuchillo amarrado al cinto. Al cuello se usa un pañuelo rojo que se utiliza para invitar a la dama a bailar. El calzado que se utiliza es la alpargata negra con suela de cuero o goma.

## Hitos del joropo oriental

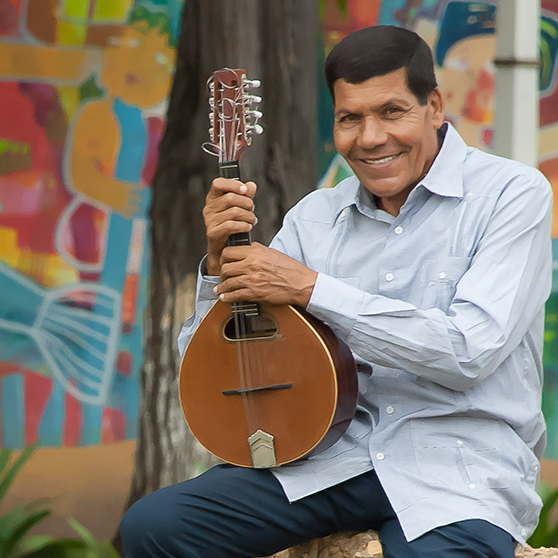
Remigio «morocho» Fuentes con su bandolín (1954-2022).

En 2008, Smithsonian Folkways Recordings grabó un selecto grupo de algunos de los mejores músicos del joropo oriental de Venezuela:
- Aquiles Báez, guitarra.
- Luis Beltrán Márquez, vocalista.
- Remigio «morocho» Fuentes, bandolín, maracas.
- Roberto Carlo Koch Fernández, bajo eléctrico.
- Julián Laya, caja.
- Hernán José Marín, vocalista.
- Mónico Márquez, cuereta, vocalista.
- José Dionision Martínez Jiménez, maracas.
- Alfonso José Moreno Muñoz, cuatro.
- Maríalejandra Orozco Veliz, bailadora.
- Jesús Enrique Rengel, bandola, bandolín.
- Alberto José Valderrama Patiño, bandola.

### Joropo venezolano: Patrimonio Cultural de la Nación.
El 15 de marzo del 2014 el Joropo venezolano fue declarado Patrimonio Cultural de la Nación. En dicho expediente se incluyeron los principales seis ritmos y bailes que se practican en Venezuela (incluyendo el oriental). La Gaceta oficial que declara al Joropo tradicional venezolano como Patrimonio Cultural de la Nación, en la categoría Bien de Interés Cultural, para preservar, enaltecer y difundir sus diferentes formas de expresión, apareció publicada el 28 de marzo del 2014.